# 鳥取県道298号袋河原八坂線
鳥取県道298号袋河原八坂線（とっとりけんどう298ごう ふくろがわらはっさかせん）は、鳥取県鳥取市を通る一般県道である。

## 概要
鳥取市河原町袋河原から鳥取市国安に至る。

### 路線データ
- 起点：鳥取県鳥取市河原町袋河原（袋河原交差点、鳥取県道32号郡家鹿野気高線交点、鳥取県道500号鳥取河原自転車道線上）
- 終点：鳥取県鳥取市国安（国道53号交点）
- 総延長：4.5 km

## 路線状況

### 重複区間
- 鳥取県道500号鳥取河原自転車道線（鳥取市河原町袋河原・袋河原交差点（起点） - 鳥取市河原町布袋）

### 道路施設

#### 橋梁
- 円通寺橋（千代川、鳥取市）
- 梁桟橋（山白橋、鳥取市）

## 地理

### 通過する自治体
- 鳥取県
  - 鳥取市

### 交差する道路
| 交差する道路                                                                                        | 交差する場所                 | 交差する場所                          |
| --------------------------------------------------------------------------------------------------- | ---------------------------- | ------------------------------------- |
| 鳥取県道32号郡家鹿野気高線 鳥取県道42号鳥取河原線 重複 鳥取県道500号鳥取河原自転車道線 重複区間起点 | 河原町袋河原（ふくろがわら） | 袋河原（ふくろかわはら）交差点 / 起点 |
| 国道53号 / 河原バイパス 国道373号 重複                                                              | 河原町布袋                   | 袋河原（ふくろがわら）交差点          |
| 鳥取県道500号鳥取河原自転車道線 重複区間終点                                                        | 河原町布袋                   |                                       |
| 国道53号 / 河原バイパス 国道373号 重複                                                              | 円通寺                       | [ 注釈 3 ]                            |
| 国道53号 / 河原バイパス 国道373号 重複                                                              | 国安                         | 終点                                  |

### 沿線
- 旧国道53号 - 全線
- 千代川
- 霊石山
- 鳥取市立倉田小学校